# Xaranga

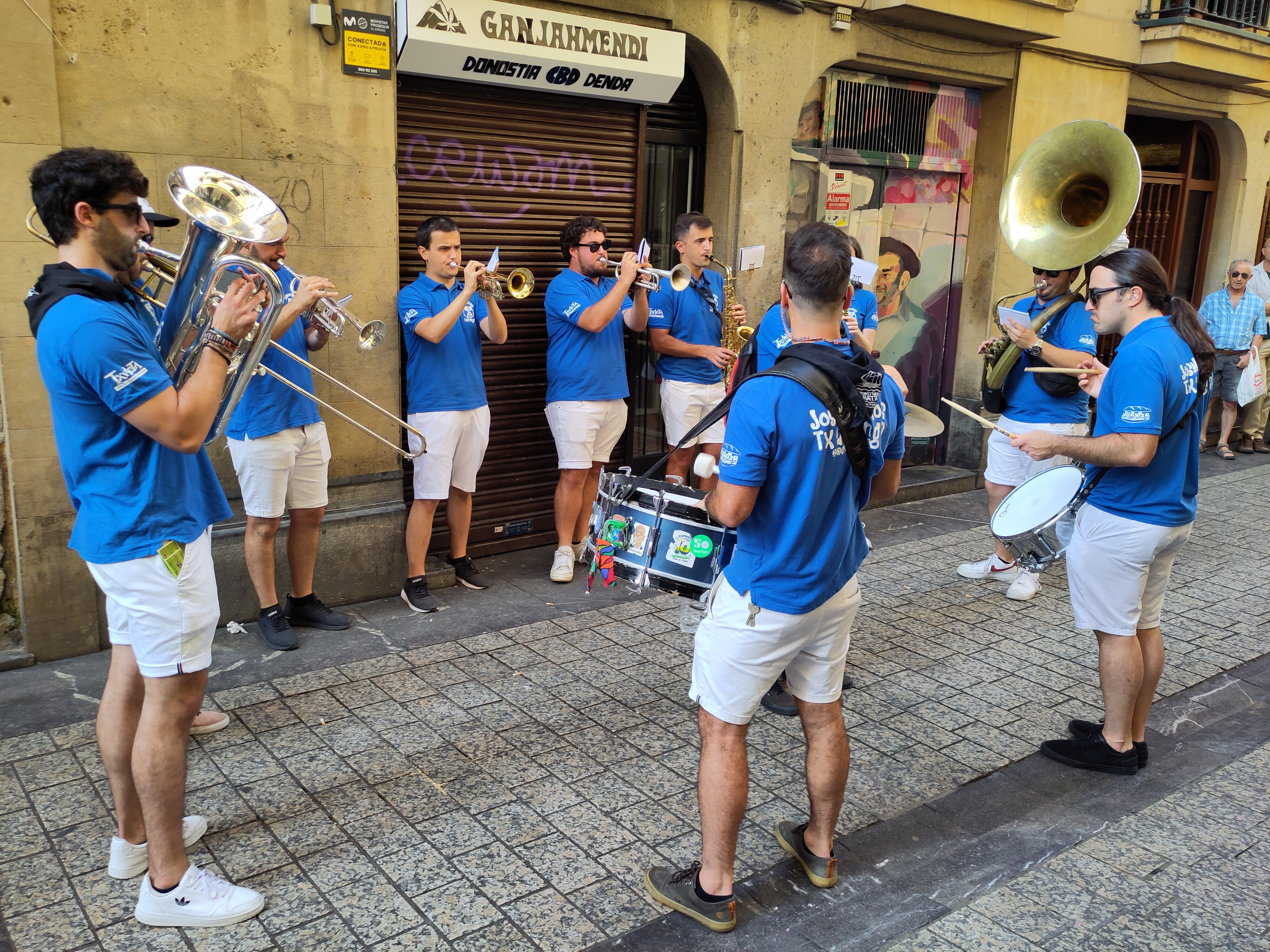
La xaranga "Joselontxos" tocant pels carrers.

Una xaranga és un grup reduït de músics amb instruments de vent i percussió que, a diverses zones de laPenínsula Ibèrica, principalment al nord, el País Valencià, Aragó, Navarra, Catalunya i les dues mesetes, s'encarreguen d'animar i amenitzar festes, despedides o altres esdeveniments que es celebren al carrer.
Solen estar formades per entre 8 i 10 músics i poden ser d'aficionats que es reuneixen per les festes, o professionals que van de poble en poble pagats per ajuntamients o grups de persones. Molts estudiants de grau mitjà i superior de música aprofiten els seus coneixements per obtenir uns ingressos extra tocant a les xarangues.
Les xarangues interpreten cançons populars amb letres pícares i els èxits musicals de l'any, cançons típiques depenent de la situació geogràfica. Algunes xarangues componen cançons pròpies com "La sandía" de la Xaranga La Nota.
Normalment una xaranga està formada per percussió (bombo, caixa i plats), la secció de metalls (trombons, bombardí, trompetes i tuba) i, per acabar, la secció de fusta (saxofons alts, saxòfon tenor i clarinet).
La xaranga espanyola té els seus equivalents a alguns països d'Amèrica Llatina.